# Eli Degibri
Eli Degibri (hebräisch אלי דג'יברי; * 3. Mai 1978 in Jaffa) ist ein israelischer Jazzmusiker (Saxophon, Komposition).

## Leben und Wirken
Degibri begann mit sieben Jahren, Mandoline zu spielen. Drei Jahre später wechselte er zum Saxophon. 1994 erhielt er ein erstes Stipendium für einen Sommerkurs am Berklee College of Music, wo er ab 1997 sein Studium begann, das er 1999 am Thelonious Monk Institute of Jazz abschloss.
Dann wurde er Mitglied im Sextett von Herbie Hancock, mit dem er für mehr als zwei Jahre auf Tournee war. 2002 gründete er sein erstes Quintett (mit Kurt Rosenwinkel, Aaron Goldberg, Ben Street und Jeff Ballard), mit dem er 2003 sein erstes Album veröffentlichte. Auch arbeitete er mit Al Foster, mit dem er 2011 auch auf dem North Sea Jazz Festival und dem Gent Jazz Festival zu erleben war.
2008 gründete Degibri mit Gary Versace und Obed Calvaire ein Orgeltrio, mit dem er das Album Live at Louis 649 veröffentlichte. Er arbeitete zudem mit Eric Reed und mit der Mingus Big Band.
2012 wurde Degibri Ko-Leiter des Red Sea Jazz Festivals, 2015 alleiniger künstlerischer Leiter.

## Diskographische Hinweise
- In the Beginning (2003)
- Emotionally Available (2006)
- Eli Degibiri/Kevin Hays One Little Song (2006)
- Live At Louis 649 (2008)
- Israeli Song (2010, mit Ron Carter, Al Foster, Brad Mehldau)
- Twelve (2013, mit Gadi Lehavi, Ofri Nehemya, Barak Mori)
- Cliff Hangin’ (2015, mit Gadi Lehavi, Ofri Nehemya, Barak Mori sowie Shlomo Ydov)[8]